# Claude Turmes
Claude Turmes (Diekirch, 26 november 1960) is een Luxemburgs politicus van de groene partij Déi Gréng.

## Biografie
Na de middelbare school studeerde Turmes in Louvain-la-Neuve Lichamelijke Opvoeding en werkte sinds 1986 als sportleraar. De interesse van Turmes was in die tijd gericht op het milieu. Sinds 1989 was hij actief in de milieuorganisatie Mouvement écologique, waarvan hij tussen 1995-1997 secretaris was van de overkoepelende organisatie Friends of the Earth Europe. De thematische focus is sinds die tijd energiebeleid. Tussen 1995 en 1997 was hij ook vicevoorzitter van de NGO EUFORES, die campagne voert voor hernieuwbare energie in Europa.
In 1999 werd Turmes voor het eerst verkozen voor de Luxemburgse groene partij Déi Gréng als een van de zes leden van zijn land in het Europees Parlement. In 2004, 2009 en 2014 werd hij herkozen met een stijgend aandeel van de stemmen voor Déi Gréng. Van 2002 tot 2014 was Turmes vicevoorzitter van de fractie De Groenen/Vrije Europese Alliantie. Hij was de coördinator energiebeleid van zijn fractie.
In de periode 2009-2018 was Turmes lid van de commissie industrie, onderzoek en energie en van de Delegatie voor de betrekkingen met de Verenigde Staten. Hij was plaatsvervanger in de delegatie voor de betrekkingen met Japan en de delegatie in de Europa-Latijns-Amerikaanse Parlementaire Vergadering.
Op 20 juni 2018 verliet Turnes na 19 jaar het Europees Parlement in verband met zijn benoeming tot staatssecretaris van Duurzame ontwikkeling en Infrastructuur in de Luxemburgse regering Bettel-Schneider I. In de tweede regering van premier Bettel, die aantrad in december 2018, werd hij minister van Ruimtelijke ontwikkeling en Energie. Na het voortijdig aftreden van zijn partijgenoot en collega-minister Carole Dieschbourg in het voorjaar van 2022 nam Turmes kortstondig haar taken waar als minister van Milieu.
Aan Turmes' ministerschap kwam een eind nadat zijn partij Déi Gréng bij de parlementsverkiezingen van 2023 een stevig verlies leed en in de oppositie belandde.
- Gemeinsame Normdatei: 1141690101
- International Standard Name Identifier: 0000 0004 6414 2008
- Library of Congress Control Number: n2017054607
- Virtual International Authority File: 2748150869798122190000